# Louis Piérard
ä
Pour les articles homonymes, voir Piérard.
Compléments
Académicien
Louis Piérard, né à Frameries (Borinage) le 6 février 1886 et mort à Paris 7e le 3 novembre 1951, est un homme politique socialiste, écrivain belge et un militant wallon.

## Biographie
Louis Firmin Joseph Piérard, né à Frameries le 6 février 1886, est le fils de Louis Piérard, marchand boucher, et de Marie Félicie Harvengt. Issu d'une famille modeste (ses deux grands-pères étaient mineurs), il vient très jeune au socialisme et lutte aux côtés de Jules Destrée et Émile Vandervelde pour le suffrage universel.
Il est élu député de l'arrondissement administratif de Mons-Borinage en novembre 1919 et est pendant trente-trois ans un parlementaire actif et dynamique. Dès son entrée à la Chambre des représentants, il dépose un projet de loi « en vue de la glorification d'un soldat mort non identifié » qui deviendra le Soldat inconnu inhumé devant la colonne du Congrès.
Son activité parlementaire s'est exercée en faveur des artistes, des écrivains et de l'organisation des loisirs pour les travailleurs. Il est l'auteur des projets de loi instaurant l'Œuvre nationale de l'éducation populaire et le Fonds national de littérature qui vient en aide aux écrivains sous forme de subsides à l'édition.

Il adopte déjà avant la grande guerre une position fédéraliste dans la revue Wallonia : 
« Pour mettre fin à un conflit qui menace d'opposer les paysans et les ouvriers qui souffrent de la même misère, [...il faut] la séparation administrative ou toute autre mesure plus radicale qui coupera la dangereuse fiction belge responsable de tout ce mal, Libre fédération de peuples libres autonomes et homogènes. »
Il pousse la Fédération socialiste et républicaine du Borinage à appuyer dès sa publication la Lettre au Roi sur la séparation de la Wallonie et de la Flandre de Jules Destrée en 1912. Il quitte l'Assemblée wallonne en 1923 avec notamment Jules Destrée et Auguste Buisseret.
Il participe au Congrès national wallon des 20 et 21 octobre 1945. D'emblée fédéraliste, il défend le Congrès contre Charles d'Aspremont Lynden qui tendait à considérer les membres du Congrès comme des inciviques, rappelant que le Congrès de Liège propose une solution à appliquer dans le cadre belge. Il redit à cette occasion son opposition à la réunion à la France.
Au niveau local, il est élu bourgmestre de Bougnies en 1932, fonction qu'il occupe de 1933 à son décès.

## Écrivain
Il a créé en Belgique une des premières sections du Pen Club international, créé à Londres en 1920.

Il est l'ami des grands écrivains de son temps : Verhaeren, Elskamp, Maeterlinck, mais aussi de nombreux écrivains français et étrangers. Il est enfin l'ami des artistes qu'il défend sa vie durant, organisant les premières grandes expositions d'artistes belges à l'étranger. Journaliste, il collabore au journal Le Soir puis au journal Le Peuple, organe de son parti. Il collaborait en même temps à de nombreux journaux étrangers comme The Times de Londres et La Prensa de Buenos-Aires, sans parler des nombreuses revues françaises et belges. Il a écrit Visages de la Wallonie (réédité par Labor, Bruxelles, 1980), de même que de nombreuses critiques d'art, estimant notamment que 
« Paulus, Wallon souvent rêveur, et taciturne, est par son vivant exemple, la preuve que l'on doit mettre fin à la légende de la Flandre monopolisant l'art de peindre. Vous connaissez n'est-ce pas l'antithèse banale : Le Flamand est peintre, le Wallon musicien. Le Wallon est peintre aussi, Autrement, voilà tout... »
En 1928, il obtient le Prix du Hainaut récompensant des artistes de la province ayant produit dans tous les domaines de l’art « une œuvre digne d’intérêt ».
Réfugié en juin 1940 à Clermont-Ferrand, il donne régulièrement des chroniques hebdomadaires au quotidien régional La Montagne (journal)
Il entre en 1949 à l'Académie royale de langue et de littérature françaises. Il livre cette année-là à La Nouvelle revue wallonne (organe du Congrès national wallon), trois longs articles intitulés Wallonie, terre de poésie où il tente de dépeindre une géographie psychologique de poètes wallons et du monde entier.
Il meurt à  Paris en 1951 et repose au cimetière de Frameries, au pied d'un des plus anciens charbonnages. Sur le tombeau érigé par la commune, on lit l'inscription Citoyen du monde.

## Citation
« Je gagne mon pain quotidien en faisant du journalisme. Je m'occupe en outre de politique et je veux rester fidèle à la littérature. C'est vous dire que je monte plusieurs chevaux à la fois. Ce petit jeu de la troïka est peut-être dangereux. On risque de s'y casser les reins. Mais il comporte des avantages. Les hommes politiques disent avec un sourire en parlant de moi : « C'est un littérateur ». Et mes confrères en littérature : « C'est un politicien ». »

## Distinctions
- Grand officier de l'ordre de Léopold (Belgique).
- Commandeur de la Légion d'honneur (France).

## Publications
- Du moins cinq à la délivrance (Novembre 1917 au 14 juillet 1919), Bruxelles, Maurice Lamertin/Paris, G. Crès, 1919.
- La vie tragique de Vincent Van Gogh, Paris, Georges Crès, 1924.
- Les trois Borains et autres histoires, Bruxelles, éditions de l’Églantine, 1926.
- La maison des serpents et autres lieux étranges, Paris, Les éditions de France (collection Notre temps), 1928.
- Rimouski-Puebla : du Canada au Mexique, Paris, Valois, 1931.
- Propos sur l'art et la littérature, Mons, Librairie fédérale, 1935. Dessins d'Arthur Laublin.
- Terre des Indiens (Argentine, Mexique, Pérou, Bolivie), Paris, éditions Rieder, 1938.
- Ode à la France meurtrie, Paris, Chez Marius Audin, 1940. Dessins de Frans Masereel.
- Raisons d'aimer la France, Avignon, Édouard Aubanel (collection Les voix du Monde), 1941.
- Les réfugiés, Grenoble, Arthaud, 1942.
- On a volé l'Agneau mystique, Paris, La renaissance du Livre, 1945.
- Manet l'incompris, Paris, éditions du Sagittaire, 1945.
- Regards sur la Belgique, Grenoble, Arthaud, 1946. Dessins de Frans Masereel.
- Orient et Occident, souvenirs d'Egypte 1947, A l'enseigne du Chat qui Pêche, Bruxelles-Paris, 1948. 25 Illustrations de Maître Alfred Bastien.
- Histoire de la Belgique, Paris, Presses universitaires de France, coll. « Que sais-je ? », 1948.
- Trois cent trente-deux lettres à Louis Piérard, précédées de Mémoires extérieurs. Paris, Aux lettres modernes (collection Avant-siècle), 1971. Publication assurée par Marianne Pierson-Piérard (fille de Louis Piérard) et présentée par Louis Forestier.

## Philatélie
La Régie des postes belges a émis le 19 novembre 1973 un timbre poste d'une valeur de quatre francs à l'effigie de Louis Piérard d'après une sculpture de Ianchelevici.